# Strømnæsberget
Strømnæsberget är en kulle i Antarktis. Den ligger i Östantarktis. Norge gör anspråk på området. Toppen på Strømnæsberget är 2 070 meter över havet.
Terrängen runt Strømnæsberget är platt åt sydost, men åt nordväst är den kuperad. Trakten är obefolkad. Det finns inga samhällen i närheten.